# Tomáš Bernady
Tomáš Bernady (* 24. října 1969 Ostrava) je bývalý český fotbalový brankář a současný fotbalový trenér. Získal ocenění „Trenér měsíce Gambrinus ligy“ za květen 2014 v anketě Ligové fotbalové asociace (LFA).

## Fotbalová kariéra
V nejvyšší československé a české lize odchytal 116 zápasů, ve 35 z nich zůstal nepřekonán. Působil v týmech Tatran Prešov, Baník Ostrava a Petra Drnovice. Od roku 1997 strávil 10 sezón na Slovensku v týmech Slovan Bratislava, Matador Púchov a Inter Bratislava, kde odchytal celkem 212 prvoligových utkání. V evropských pohárech nastoupil v 17 utkáních (1 za Baník, 4 za Slovan a 12 za Púchov). V létě 2007 se vrátil do Baníku Ostrava, kde byl náhradním brankářem a zároveň zastával manažerskou funkci.

### Prvoligová bilance
| Ročník                          | Zápasy | Góly | Minuty | Nuly | Klub                 |
| ------------------------------- | ------ | ---- | ------ | ---- | -------------------- |
| I. liga 1990/91                 | 15     | 0    | 1 350  | 4    | TJ Tatran Prešov     |
| I. liga 1990/91                 | 5      | 0    | 450    | 2    | FC Baník Ostrava     |
| I. liga 1991/92                 | 6      | 0    | 540    | 0    | FC Baník Ostrava     |
| I. liga 1992/93                 | 14     | 0    | 1 260  | 4    | FC Baník Ostrava     |
| I. liga 1993/94                 | 27     | 0    | 2 350  | 11   | FC Baník Ostrava     |
| I. liga 1994/95                 | 11     | 0    | 990    | 3    | FC Baník Ostrava     |
| I. liga 1994/95                 | 1      | 0    | 90     | 0    | FC Petra Drnovice    |
| I. liga 1995/96                 | 20     | 0    | 1 800  | 7    | FC Petra Drnovice    |
| I. liga 1996/97                 | 17     | 0    | 1 630  | 4    | FC Petra Drnovice    |
| I. liga 1997/98                 | 4      | 0    | –      | –    | ŠK Slovan Bratislava |
| I. liga 1998/99                 | 1      | 0    | –      | –    | ŠK Slovan Bratislava |
| I. liga 1999/00                 | 10     | 0    | –      | –    | ŠK Slovan Bratislava |
| I. liga 2000/01                 | 18     | 0    | –      | –    | ŠK Slovan Bratislava |
| I. liga 2001/02                 | 36     | 0    | –      | –    | ŠK Matador Púchov    |
| I. liga 2002/03                 | 34     | 0    | –      | –    | FK Matador Púchov    |
| I. liga 2003/04                 | 35     | 0    | –      | –    | FK Matador Púchov    |
| I. liga 2004/05                 | 18     | 0    | –      | –    | FK Matador Púchov    |
| I. liga 2005/06                 | 15     | 0    | –      | –    | FK Matador Púchov    |
| I. liga 2005/06                 | 16     | 0    | –      | –    | FK Inter Bratislava  |
| I. liga 2006/07                 | 25     | 0    | –      | –    | FK Inter Bratislava  |
| CELKEM I. LIGA ČSFR (1990–1993) | 40     | 0    | 3 600  | 10   |                      |
| CELKEM I. LIGA ČR (1993–1997)   | 76     | 0    | 6 760  | 25   |                      |
| CELKEM I. LIGA SR (1997–2007)   | 212    | 0    | –      | –    |                      |

## Trenérská kariéra
Od začátku roku 2011 byl trenérem B-mužstva MFK Karviná. Od října 2013 byl formálně trenérem FC Baník Ostrava. Od dubna 2014 až do prosince téhož roku byl společně s Martinem Svědíkem a Radomírem Korytářem trenérem Baníku.